# Carlos Ernesto Castro
Carlos Ernesto Castro Cadena (Quito, Provincia de Pichincha, Ecuador, 24 de septiembre de 1978) es un exfutbolista y entrenador ecuatoriano que actualmente dirige al Sociedad Deportivo Quito de la  Segunda Categoría, es hermano mayor de Michael Castro.

## Trayectoria
Es un defensor central que militó en Sociedad Deportiva Aucas y Club Deportivo El Nacional, club que le dio renombre. Desde el 2008, defiende al Barcelona Sporting Club. Fue el Capitán del equipo durante la temporada del 2008. A finales del 2008, el Club Olimpia de Paraguay lo quiso incorporar a su plantel, pero al final decidió renovar su contrato con Barcelona Sporting Club.

## Selección nacional
Ha sido internacional con la Selección de fútbol de Ecuador en 7 ocasiones. Debutó en el año 2005 con la casaca tricolor.

### Participaciones internacionales
- Eliminatorias al Mundial Sudáfrica 2010

## Clubes
| Club                   | País    | Año        |
| ---------------------- | ------- | ---------- |
| S. D. Aucas            | Ecuador | 1999-2003  |
| C. D. El Nacional      | Ecuador | 2004-2007  |
| Barcelona S.C          | Ecuador | 2008- 2010 |
| Club Deportivo Cuenca  | Ecuador | 2011-2012  |
| Club Deportivo Quevedo | Ecuador | 2013       |
| UIDE FC                | Ecuador | 2014       |

## Palmarés
| Título                                          | Club                    | País            | Año       |
| ----------------------------------------------- | ----------------------- | --------------- | --------- |
| Campeonato Clausura 2005 Campeonato Ecuatoriano | El Nacional El Nacional | Ecuador Ecuador | 2005 2006 |